# ФК Рапид Беч
Спортски клуб Рапид Беч је фудбалски клуб из Беча, у Аустрији и највећи клуб Аустрије. Након оснивања клуб је био међу водећим у Аустрији и Европи, а након аншлуса са успехом се такмичи у Немачкој лиги. Једини је клуб из Аустрије који је успио освојити немачки куп, 1938. године и лигу 1941.
Рапид је најтрофејнији аустријски клуб са 31 титулом првака државе, а 14 пута су освајали куп Аустрије.

## Успеси
- Првенство Аустрије (32): 1912, 1913, 1916, 1917, 1919, 1920, 1921, 1923, 1929, 1930, 1935, 1938, 1940, 1941, 1946, 1948, 1951, 1952, 1954, 1956, 1957, 1960, 1964, 1967, 1968, 1981/82, 1982/83, 1986/87, 1987/88, 1995/96, 2004/05, 2007/08.
- Куп Аустрије (14): 1919, 1920, 1927, 1946, 1961, 1968, 1969, 1972, 1976, 1983, 1984, 1985, 1987, 1995.
- Суперкуп Аустрије: 1986, 1987, 1988.
- Првенство Немачке: 1941.
- Куп Немачке: 1938.
- Митропа куп: 1930, 1951.
- Интертото куп: 1992, 1993, 2007.
- Куп победника купова — финалиста: 1984/85., 1995/96.